# Rockford (Minnesota)
Rockford es una ciudad ubicada en el condado de Wright en el estado estadounidense de Minnesota. En el Censo de 2010 tenía una población de 4316 habitantes y una densidad poblacional de 624,59 personas por km².

## Geografía
Rockford se encuentra ubicada en las coordenadas 45°5′30″N 93°44′39″O / 45.09167, -93.74417. Según la Oficina del Censo de los Estados Unidos, Rockford tiene una superficie total de 6.91 km², de la cual 6.75 km² corresponden a tierra firme y (2.32%) 0.16 km² es agua.

## Demografía
Según el censo de 2010, había 4316 personas residiendo en Rockford. La densidad de población era de 624,59 hab./km². De los 4316 habitantes, Rockford estaba compuesto por el 94.09% blancos, el 1.04% eran afroamericanos, el 0.53% eran amerindios, el 1.32% eran asiáticos, el 0% eran isleños del Pacífico, el 0.51% eran de otras razas y el 2.5% pertenecían a dos o más razas. Del total de la población el 1.92% eran hispanos o latinos de cualquier raza.